# Gonçalo Costa
Gonçalo Faria Costa (Setúbal, 18 febbraio 2000) è un calciatore portoghese, difensore dell'Estoril Praia.

## Carriera

### Club
Cresciuto nel settore giovanile dello Sporting Lisbona, dal 2021 al 2022 totalizza 25 presenze e 2 reti con la seconda squadra dei Leões.
Il 21 giugno 2022 viene acquistato dalla Portimonense, firmando un contratto triennale. Il 10 settembre seguente ha esordito in Primeira Liga, in occasione dell'incontro perso per 4-0 contro la sua ex squadra dello Sporting Lisbona.

### Nazionale
Ha rappresentato le nazionali giovanili portoghesi Under-16 ed Under-17.

## Statistiche

### Presenze e reti nei club
Statistiche aggiornate all'8 ottobre 2022.
| Stagione                  | Squadra                   | Campionato                | Campionato | Campionato | Coppe nazionali | Coppe nazionali | Coppe nazionali | Coppe continentali | Coppe continentali | Coppe continentali | Altre coppe | Altre coppe | Altre coppe | Totale | Totale |
| Stagione                  | Squadra                   | Comp                      | Pres       | Reti       | Comp            | Pres            | Reti            | Comp               | Pres               | Reti               | Comp        | Pres        | Reti        | Pres   | Reti   |
| ------------------------- | ------------------------- | ------------------------- | ---------- | ---------- | --------------- | --------------- | --------------- | ------------------ | ------------------ | ------------------ | ----------- | ----------- | ----------- | ------ | ------ |
| 2020-2021                 | Sporting Lisbona B        | CdP                       | 4          | 0          |                 | -               | -               |                    | -                  | -                  |             | -           | -           | 4      | 0      |
| 2021-2022                 | Sporting Lisbona B        | L3                        | 21         | 2          |                 | -               | -               |                    | -                  | -                  |             | -           | -           | 21     | 2      |
| Totale Sporting Lisbona B | Totale Sporting Lisbona B | Totale Sporting Lisbona B | 25         | 2          |                 | -               | -               |                    | -                  | -                  |             | -           | -           | 25     | 2      |
| 2022-2023                 | Portimonense              | PL                        | 4          | 0          | CP+CdL          | 0               | 0               |                    | -                  | -                  |             | -           | -           | 4      | 0      |
| Totale carriera           | Totale carriera           | Totale carriera           | 29         | 2          |                 | 0               | 0               |                    | -                  | -                  |             | -           | -           | 29     | 2      |